# Henoch (Bultosa)
Henoch (imię świeckie Gebreyesus Bultosa, ur. 1966 w Welega) – duchowny Etiopskiego Kościoła Ortodoksyjnego, od 2005 biskup Assosy.
Sakrę otrzymał 26 sierpnia 2005.